# Trai vằn

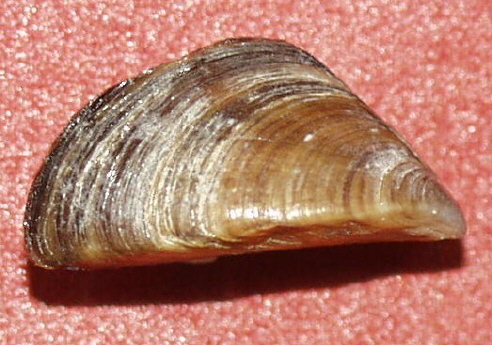
Một con trai vằn

Trai vằn (Danh pháp khoa học: Dreissena polymorpha) hay còn biết đến với tên tiếng Anh: zebra mussel là một loại trai sông có nguồn gốc từ Nga. Trai vằn được du nhập vào Mỹ và nuôi ở Ngũ hồ, hiện chúng là một loài xâm lấn nghiêm trọng.

## Lịch sử
Loài trai vằn có nguồn gốc từ Biển Caspy và Biển Đen, xâm nhập và thích nghi phát triển ở Anh, Tây Âu, Canada và Mỹ, gây đe dọa tới lưới thức ăn tự nhiên, các loài thân mềm.

### Du nhập
Loài trai vằn được mang đến Biển Đen và biển Caspian của châu Âu bằng những con tàu chở hàng xuyên đại dương. Những thủy thủ đã đựng chúng bằng các thùng kim loại để làm thực phẩm trong quá trình đi biển, nhưng khi đi đến các cửa sông Ngũ Hồ, có một số con thuyền bị đắm đã khiến chúng thoát ra ngoài và sinh sôi nảy nở rất nhanh. Một số con khác thì đến được Ngũ Hồ bằng cách bám vào gầm của những con tàu chở hàng, chúng bám vào một tàu Michigan do một người Oregan mua và đã được các kiểm soát viên chận lại trước khi thả vào nước tiểu bang.

### Sinh sôi
Chúng đã thành công trong việc thích nghi với môi trường mới bởi vì đây là nơi duy nhất chúng có thể mở rộng địa bàn sinh sống và giảm nguy cơ bị ăn thịt bởi các loài động vật khác cũng như con người vì Ngũ Hồ có rất ít động vật sinh sống, mỗi cá thể có thể đẻ đến hàng triệu trứng một năm. Chúng vắt cạn chất dinh dưỡng và các vi sinh vật trong nước, gây thiệt hại nghiêm trọng với rất nhiều loài, trong đó bao gồm các loài không xương sống nhỏ, cá và chim.
Lần đầu tiên loài trai vằn được phát hiện ở nhánh sông St. Clair vào mùa xuân năm 1988, nhưng chẳng bao lâu sau thì chúng đã có mặt khắp Ngũ Hồ, sông Mississippi và nhiều Hồ ở Trung và Tây nước Mỹ cũng như ở Canada. Các loại trai xâm lấn lần đầu tiên được tìm thấy ở phương Tây vào năm 2007.  Loại trai vằn đã lây lan khắp hệ thống thấp hơn sông Colorado và các hệ thống phân phối nước lớn.  Bây giờ thì chúng tràn vào thủy vực phía Tây ở Nevada, California, Arizona, Colorado, Texas và Utah

## Đe dọa
Loài trai vằn làm cho nhiều con tàu và thuyền đắm đang bị tàn phá thảm hại, ngoài ra loài trai vằn này còn ăn hết các tạp chất trong nước, chính vì vậy mà chỉ trong vòng chưa đầy một thập kỷ qua, nước ở Ngũ Hồ đã trong lên đột ngột, một số nơi có thể nhìn thấy đáy ở độ sâu 100 feet (hơn 30m). Chúng có khả năng bám chặt. Chỉ cần 1 vật cứng như chân vịt, vỏ tàu, động cơ, ống dẫn nước, thậm chí cả sinh vật khác như tôm, rùa... ở trong nước trong vòng 20 giây, chúng sẽ lập tức bám dính lấy, gây thiệt hại.
Sự phát triển của trai vằn nhanh sẽ làm cho một số loài sinh vật khác bị tổn hại, trong đó có loài cá hồi, tôm và một số loài thủy sinh khác do không kiếm được thức ăn. Chỉ một con thuyền đắm ở hồ Michigan có tới hàng triệu con trai vằn đeo bám vào. Chúng bám kín vào các tàu thuyền, tạo thành một lớp dày 3 inch (khoảng 8 cm). Do đó, mà chúng rất nguy hiểm cho những thợ lặn và các dụng cụ nghiên cứu vì vỏ của chúng rất sắc và bám chắc vào thân tàu.